# 1591
Évszázadok: 15. század – 16. század – 17. század
Évtizedek: 1540-es évek – 1550-es évek – 1560-as évek – 1570-es évek – 1580-as évek – 1590-es évek – 1600-as évek – 1610-es évek – 1620-as évek – 1630-as évek – 1640-es évek
Évek: 1586 – 1587 – 1588 – 1589 –  1590 – 1591 – 1592 – 1593 – 1594 – 1595 – 1596

## Események

### Határozott dátumú események
- november 3. – XIV. Gergely halála után IX. Ince kerül a pápai trónra. (Beiktatása után nem sokkal elhunyt.)[1]

### Határozatlan dátumú események
- az év folyamán – 
  - Megjelenik az ókori római térkép, a Tabula Peutingeriana első részleges nyomtatott változata Antwerpenben.
  - Muhammad Kuli-Kutb sah megalapítja az indiai Haidarábád városát.

## Születések
- március 2. – Gérard Desargues francia építész, matematikus († 1662)
- december 22. – Tumas Dingli máltai kőfaragó és építész († 1666)
- Cosimo Fanzago olasz építész, szobrász († 1678)

## Halálozások
- március 17. – Jost Amman svájci festő, grafikus rézmetsző, fametsző (* 1539 körül)
- július 2. – Vincenzo Galilei olasz zeneszerző (* 1520 körül)
- október 16. – XIV. Gergely pápa (* 1535)[2]
- december 30. – IX. Ince pápa (* 1519)[3]
- Martino Longhi, id. olasz építész, a Palazzo Senatorio megépítője (* 1534)